# Ligue majeure de baseball 1950
Navigation
1949 1951
La Ligue majeure de baseball 1950 est la 48e saison depuis le rapprochement entre la Ligue américaine et la Ligue nationale et la 73e saison de ligue majeure. Les Yankees de New York remportent la Série mondiale face aux Phillies de Philadelphie (4-0).

## Saison régulière

### Événements
Avec 125 000 dollars de salaire pour la saison 1950, Ted Williams est le joueur le mieux payé en Ligue majeure. Ce contrat comprend un fixe de plus de 90 000 dollars plus des primes liées aux performances.
À l'occasion de la journée d'ouverture du championnat le 18 avril, le match entre les Cardinals de Saint-Louis et les Pirates de Pittsburgh se joue en soirée à la lumière des projecteurs. C'est une première pour un Opening Day.
Avec un score de 29-4 en faveur des Red Sox, le match du 8 juin entre les Red Sox de Boston et les Browns de Saint-Louis bat nombre de records modernes : nombre de points marqués au cours d'un match et écart de points notamment.
Le 31 août, Gil Hodges des Dodgers de Brooklyn devient le sixième joueur de l'histoire des Ligues majeures à frapper quatre coups de circuit au cours d'un même match. Hodges réussit cette performance en six passages au bâton lors d'une lourde victoire (19-3) des Dodgers contre les Braves de Boston.
Les Phillies de Philadelphie remportent le fanion de la Ligue nationale le 1er octobre à Ebbets Field. Face aux Dodgers de Brooklyn, les Phillies s'imposent 4-1 en dix manches lors de l'ultime rencontre de la saison régulière.
Lors de cette saison 1950, quinze des seize équipes accueillent des caméras de télévision pour diffuser des rencontres à domicile. Seuls les Pirates de Pittsburgh manquent toujours à l'appel. Neuf formations sont couvertes pour l'ensemble de leurs 77 matchs à domicile. Les Browns et les Cardinals ne font l'objet que de 5 diffusions, les Tigers 35, les Athletics, les White Sox et les Phillies 54. 

### Classement de la saison régulière
Légende : V : victoires, D : défaites, % : pourcentage de victoires, GB : games behind ou retard (en matchs) sur la première place.
|                           | V  | D   | %    | GB |
| Yankees de New York       | 98 | 56  | .636 | -- |
| Tigers de Détroit         | 95 | 59  | .617 | 3  |
| Red Sox de Boston         | 94 | 60  | .610 | 4  |
| Indians de Cleveland      | 92 | 62  | .597 | 6  |
| Senators de Washington    | 67 | 87  | .435 | 31 |
| White Sox de Chicago      | 60 | 94  | .390 | 38 |
| Browns de Saint-Louis     | 58 | 96  | .377 | 40 |
| Athletics de Philadelphie | 52 | 102 | .338 | 46 |

|                          | V  | D  | %    | GB   |
| Phillies de Philadelphie | 91 | 63 | .591 | --   |
| Dodgers de Brooklyn      | 89 | 65 | .578 | 2    |
| Giants de New York       | 86 | 68 | .558 | 5    |
| Braves de Boston         | 83 | 71 | .539 | 8    |
| Cardinals de Saint-Louis | 78 | 75 | .510 | 12.5 |
| Reds de Cincinnati       | 66 | 87 | .431 | 24.5 |
| Cubs de Chicago          | 64 | 89 | .418 | 26.5 |
| Pirates de Pittsburgh    | 57 | 96 | .373 | 33.5 |

### Statistiques individuelles

#### Au bâton
| Catégorie        | Ligue nationale         | Stat | Ligue américaine                             | Stat |
| ---------------- | ----------------------- | ---- | -------------------------------------------- | ---- |
| Moyenne au bâton | Stan Musial (Cardinals) | .346 | Billy Goodman (Red Sox)                      | .354 |
| Points produits  | Del Ennis (Phillies)    | 126  | Walt Dropo (Red Sox) Vern Stephens (Red Sox) | 144  |
| Coups de circuit | Ralph Kiner (Pirates)   | 47   | Al Rosen (Indians)                           | 37   |
| Bases volées     | Sam Jethroe (Braves)    | 35   | Dom DiMaggio (Red Sox)                       | 15   |

#### Lanceurs
| Catégorie                 | Ligue nationale          | Stat | Ligue américaine         | Stat |
| ------------------------- | ------------------------ | ---- | ------------------------ | ---- |
| Moyenne de points mérités | Sal Maglie (Giants)      | 2.71 | Early Wynn (Indians)     | 3.20 |
| Victoires                 | Warren Spahn (Braves)    | 21   | Bob Lemon (Indians)      | 23   |
| Retraits sur prises       | Warren Spahn (Braves)    | 191  | Bob Lemon (Indians)      | 170  |
| Sauvetages                | Jim Konstanty (Phillies) | 22   | Mickey Harris (Senators) | 15   |

## Série mondiale
| Match | Date      | Visiteur                 | Hôte                     | Score      |
| ----- | --------- | ------------------------ | ------------------------ | ---------- |
| 1     | 4 octobre | Yankees de New York      | Phillies de Philadelphie | 1 - 0      |
| 2     | 5 octobre | Yankees de New York      | Phillies de Philadelphie | 2 - 1 (10) |
| 3     | 6 octobre | Phillies de Philadelphie | Yankees de New York      | 2 - 3      |
| 4     | 7 octobre | Phillies de Philadelphie | Yankees de New York      | 2 - 5      |

## Honneurs individuels
| Recrue de l'année     | Walt Dropo (Red Sox)   | Sam Jethroe (Braves)     |
| Meilleur joueur (MVP) | Phil Rizzuto (Yankees) | Jim Konstanty (Phillies) |